# The Pleasants
The Pleasants ist ein Folk-Duo aus Vermont, bestehend aus Amanda Rogers und Mike Matta.

## Bandgeschichte
Nach Amanda Rogers Engagement bei Jupiter Sunrise und dem Soloalbum Heartwood lernte sie im Sommer 2009 den Songwriter Mike Matta kennen. Neben dem gemeinsamen Interesse an ruhiger Alternative Music verband sie außerdem noch der Veganismus.  Die beiden wurden ein Liebespaar. Mike Matta begleitete Rogers danach auf einer Tournee auf der Gitarre. Nachdem die beiden aber auch gemeinsam sangen und Lieder komponierten, gründeten sie das Duo The Pleasants. Die erste gemeinsame Veröffentlichung war das Lied Bedroom Songs im April 2010 auf Bandcamp. Im Juni 2010 folgte das Debütalbum. Vor einer Deutschland-Tournee folgte am 26. November 2010 eine europäische Version auf dem Independent-Label Make My Day. Die Tour wurde von Motor Music präsentiert.

## Musikstil
The Pleasants spielt eine Mischung aus Americana, Blues und Folk, die gemeinhin unter dem Oberbegriff Rootsmusik zusammengefasst wird. Dazu kommen Einflüsse aus der Alternative Music und dem Indierock. Dazu gesellt sich ein textliches Konzept und ein Image, das die Hippiezeit erinnert und vor allem die Liebe zur Natur beinhaltet. Das Duo selbst versteht sich jedoch nicht als Hippies und verweist auf ihre Liebe zum Hardcore Punk. Vielmehr haben sie noch keinen passenden Ausdruck gefunden. Gelegentlich verwenden sie die Bezeichnung „Naturalisten“.

## Diskografie
- 2010: Forests & Fields